# Rhabdoderma (poisson)
Pour les articles homonymes, voir Rhabdoderma.
Genre
Rhabdoderma est un  genre fossile de poissons préhistoriques de la famille des Rhabdodermatidae. Les différentes espèces se retrouvent dans des terrains datant du Carbonifère en Europe et en Amérique du Nord.

## Classification
Le genre Rhabdoderma est décrit en 1888 par Otto M. Reis,. 

## Espèces
- Rhabdoderma alderingi Moy-Thomas, 1937
- Rhabdoderma ardrossense Moy-Thomas, 1937
- Rhabdoderma elegans (Newberry, 1856) (syn. Coelacanthus elegans Newberry 1856)[3]
- Rhabdoderma exiguum (Eastman, 1902)
- Rhabdoderma huxleyi (Traquair, 1881)
- Rhabdoderma madagascariensis (Woodward, 1910)
- Rhabdoderma newelli Woodward, 1910
- Rhabdoderma tinglyense Davis, 1884

### Publication originale
- [1888] (de) Otto M. Reis, « Die Coelacanthinen mit besonderer Berücksichtigung der im Weissen Jura Bayerns vorkommenden Arten », Palaeontographica (1846-1933),‎ 1888